# Anestesia generale
L'anestesia generale è uno stato di coma farmacologicamente indotto, temporaneo e reversibile, che presenta tre componenti: ipnosi, analgesia e rilassamento muscolare. Essi si ottengono mediante la somministrazione al paziente di due o più farmaci: un ipnoinducente, un analgesico e un miorilassante; un farmaco può svolgere contemporaneamente anche due di queste funzioni. 
Il fine dell'anestesia è di indurre temporaneamente la perdita totale della coscienza, con soppressione di ogni tipo di sensibilità; le sue maggiori applicazioni riguardano la chirurgia.
Il responsabile dell'induzione, del mantenimento e della risoluzione dello stato di anestesia generale è il medico anestesista.

## Fasi dell'anestesia generale

### Induzione
L'induzione dell'anestesia avviene mediante la scelta dei farmaci più appropriati per il tipo di paziente e di intervento, che possono venire o iniettati attraverso un accesso venoso periferico o inalati.
In passato, con l'uso di farmaci con lento tempo d'azione (in particolare il cloroformio) erano stati descritti quattro stadi dell'anestesia, detti "di Guedel"):
1. dell'analgesia o del disorientamento: dall'inizio fino alla perdita di coscienza;
2. dell'eccitamento o del delirium: perdita di coscienza con mantenimento della respirazione spontanea. Il riflesso ciliare è scomparso, ma gli altri riflessi sono mantenuti.
3. stadio della anestesia chirurgica: dalla comparsa di paralisi respiratoria. È divisibile in quattro piani:
  1. dalla scomparsa della respirazione volontaria fino alla scomparsa dei movimenti oculari;
  2. dalla scomparsa dei movimenti oculari all'iniziale paralisi dei muscoli intercostali. I riflessi laringei sono persi. Scompare il riflesso corneale. I movimenti in risposta allo stimolo algico scompaiono;
  3. dall'iniziale paralisi dei muscoli intercostali fino alla completa paralisi dei muscoli intercostali. Le pupille sono dilatate e il riflesso alla luce è abolito. I riflessi laringei sono aboliti;
  4. dalla paralisi della muscolatura intercostale a quella diaframmatica.

### Mantenimento
Il mantenimento dello stato di anestesia generale viene effettuato mediante somministrazione continuativa d'ipnoinduttori, abbinata a farmaci analgesici e farmaci miorilassanti secondo necessità. I tempi e le vie di somministrazione dipendono dal tipo di paziente, dal tipo di intervento e dalle caratteristiche dei farmaci somministrati. La somministrazione può avvenire a boli oppure in infusione continua.
Con anesthesia awareness syndrome (oppure anche intraoperatory awareness) si indica uno stato di coscienza, dolore, e percezione sensoriale dell'ambiente esterno associato al ricordo dell'intervento dopo la cessazione dell'effetto apparente esterno dell'anestesia (per la parte rilevabile strumentalmente).
La durata di queste esperienze sarebbe fino a un massimo di 5 minuti, all'inizio o alla fine dell'intervento, legata a sensazioni di panico, soffocamento, dolore proveniente dal corpo, allucinazioni e morte incipiente.

### Risveglio
Il risveglio dall'anestesia generale avviene mediante eliminazione dal corpo dei farmaci utilizzati, per metabolismo o per somministrazione di antidoti o antagonisti.

## Anestetici generali
Gli anestetici generali più comunemente utilizzati nella pratica dell'anestesia moderna sono suddivisibili in anestetici inalatori e anestetici endovenosi:
- per via inalatoria: generalmente in forma di vapore a temperatura ambiente, devono essere conservati in appositi vaporizzatori per mantenere la forma liquida[4]:
  - Sevoflurano
  - Isoflurano
  - Desflurano
  - Protossido d'azoto

Gli anestetici inalatori utilizzati (tranne il protossido d'azoto) si caratterizzano per la presenza di un elemento (il fluoro) nella composizione chimica e vengono detti alogenati. La farmacocinetica degli anestetici inalatori si caratterizza per una bassa solubilità nel sangue, che consente un rapido raggiungimento di concentrazioni efficaci nel sistema nervoso centrale e un rapido smaltimento una volta interrotta la somministrazione.

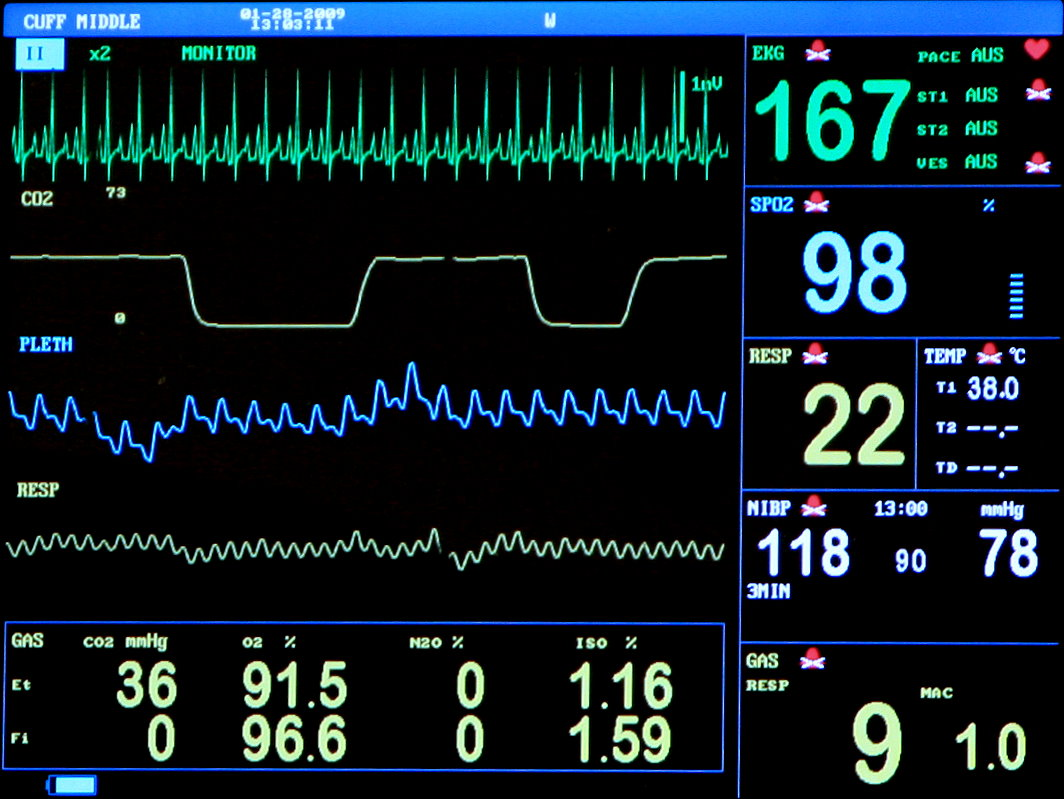
Monitor di anestesia moderna, di paziente in anestesia generale con isoflurano a 1,0 MAC, con una varietà di parametri monitorati

- per via endovenosa:
  - Tiopentale
  - Propofol
  - Midazolam
  - Etomidato

## Tecniche anestesiologiche
Esistono molteplici tecniche anestesiologiche legate ai differenti farmaci utilizzabili e alle vie di somministrazione:
- Anestesia gassosa: ormai in disuso, prevedeva l'uso esclusivo dei gas.
- Anestesia bilanciata: caratterizzata da ipnotici per via inalatoria e analgesici per via endovenosa.
- TIVA (Total IntraVenous Anesthesia): farmaci totalmente per via endovenosa.[5][6] Può essere realizzata in modalità TCI, in cui si considera non la mera quantità dei farmaci somministrati, bensì la loro concentrazione plasmatica o al sito effettore, stimata tramite l'utilizzo di calcolatori integrati alle pompe di infusione che impiegano modelli matematici per la farmacocinetica dei prodotti utilizzati.
- Anestesia blended: anestesia generale nella quale viene associata l'analgesia neuroassiale per ridurre il dosaggio dei farmaci ipnotici e analgesici deprimenti il SNC.